# Sarah de Nutte
Sarah de Nutte (Dudelange, 21 de noviembre de 1992) es una deportista luxemburguesa que compite en tenis de mesa. Ganó una medalla de bronce en el Campeonato Mundial de Tenis de Mesa de 2021, en el torneo de dobles.

## Palmarés internacional
| Campeonato Mundial | Campeonato Mundial     | Campeonato Mundial | Campeonato Mundial |
| Año                | Lugar                  | Medalla            | Prueba             |
| ------------------ | ---------------------- | ------------------ | ------------------ |
| 2021               | Estados Unidos Houston | Medalla de bronce  | Dobles femenino    |
| Campeonato Europeo |                        |                    |                    |
| Año                | Lugar                  | Medalla            | Prueba             |
| 2018               | Alicante               | Medalla de bronce  | Dobles femenino    |
| 2022               | Múnich                 | Medalla de bronce  | Dobles femenino    |